# Lechów (Leśna)
Lechów (niem. Hagendorf) – część miasta Leśna, położona na wschód od leśnieńskiej starówki, wzdłuż ulicy o nazwie Lechów.